# Nord-Hålogaland Stift
Nord-Hålogaland Stift er et stift i Den Norske Kirke og omfatter Troms og Finnmark fylker. Bispedømmet blev oprettet i 1952 ved delingen af det tidligere Hålogaland Stift. Bispedømmekontoret ligger i Tromsø. Siden 2014 har Olav Øygard været biskop.

## Bisperækken

### Biskopper i Hålogaland
- Mathias Bonsak Krogh 1804−1828
- Peder Christian Hersleb Kjerschow 1830−1848
- Daniel Bremer Juell 1849−1855
- Knud Gislesen 1855−1860
- Carl Peter Parelius Essendrop 1861−1867
- Fredrik Waldemar Hvoslef 1868−1876
- Jakob Sverdrup Smitt 1876−1885
- Johannes Nilssøn Skaar 1885−1892
- Peter Wilhelm Kreydahl Bøckmann 1893−1909
- Gustav Dietrichson 1910−1918
- Johan Støren 1918−1928
- Eivind Berggrav 1928−1937
- Sigurd Johan Normann 1937−1939
- Wollert Krohn-Hansen 1940−1952

### Biskopper i Nord-Hålogaland
- Alf Kristian Theodor Wiig 1952–1961
- Monrad Oskar Norderval 1962–1972
- Kristen Kyrre Bremer 1972–1979
- Arvid Halgeir Nergård 1979–1990
- Ola Steinholt 1990–2001
- Per Oskar Kjølaas 2002–2014
- Olav Øygard 2014–